# Рег Парк
Рег «Легенда» Парк(7 червня 1928, Лідс — 22 листопада 2007) — британський культурист, актор і підприємець. Першою серйозною перемогою в його змагальної кар'єрі став завойований в 1949 році титул Містер Британія. Він дев'ть разів виграв конкурс Mr. Universe спочатку, як аматор, а потім і як професіонал. П'ять разів ставав на цьому турнірі абсолютним чемпіоном. Рег Парк знявся в п'яти художніх фільмах в ролі Геркулеса, а в фільмі, «Геркулес в світі привидів» (1961), став співавтором режисера, продюсером і знімався у стрічці разом з зіркою Голлівуду того часу Крістофером Лі. Крім своєї кінематографічної кар'єри і завойованих титулів в бодібілдингу, Рег Парк був також відомий як кумир, наставник і тренер Арнольда Шварценеггера.

## Біографія
Рег Парк з'явився на світ в Британії в місті Лідс 7 червня 1928 року. Він присвятив свої ранні роки футболу, і навіть грав в резерві британської юнацької команди «Лідс Юнайтед». Інтерес до культуризму прокинувся у Парка в 16 років, коли він зустрів бодібілдера-аматора на ім'я Девід Коен. Дізнавшись, що той тренується в будинку свого друга, Парк приєднався до них лише з цікавості.
Набір м'язової маси дався йому напрочуд легко, тому вже через рік силових тренувань він виглядав дуже потужним і мускулястим, завдяки звичайній штанзі, гантелям, турніку та брусам. Особливу увагу він приділяв лише тренуванні м'язів рук, які на тлі його досить високого зросту спочатку виглядали не дуже великими. Тому їх розвитку йому прийшлось приділяти особливу увагу і навіть розробити спеціальну програму тренування рук з акцентом на біцепс.
Його армійська служба проходила в Сінгапурі, тодішньої британської колонії, де Рег Парк був інструктором з фізичної підготовки. Після звільнення з британської армії, в 1948 році він відвідав перший в історії конкурс з бодібілдингу Mr. Universe (Містер Всесвіт), організований британської федерацією НАББА (NABBA) в Лондоні. Побачене на змаганнях дало уявлення Парку про власні шанси на перемогу і з спонукало його на регулярні заняття силовим тренінгом і подальше побудова професійної кар'єри.

## Змагальна кар'єра
У 1949 році Реєстр Парк вдруге у своєму житті виступив на змаганнях з бодібілдингу, на яких завоював титул містер Британія. У наступному році він посів друге місце в змаганнях, поступившись перемогою легенді бодібілдингу того часу на ім'я Стів Рівз. Рег Парк був більше за масою тіла але програвав у якості м'язів та рельєфі. Особливо це було помітно коли судді порівнювали розвиток м'язів абдомінальної області обох атлетів у позі «Прес-стегно». Після цих змагань Рег Парк розробив спеціальну дієту та присвятив багато часу тренуванню м'язів пресу. Згодом ці зусилля дали свій результат — 9 разів він перемагав на турнірах Містер Всесвіт причому 5 з них у якості абсолютного чемпіона.
Рег Парк виступав на змаганнях протягом чверті століття і був найвідомішим бодібілдером свого часу. Він завершив змагальну кар'єру в 1973 році та зосередився на побудові кар'єри актора і персонального тренера. Аж до своєї смерті в 2007 році, незважаючи на те, що Регу Парку було вже за сімдесят, він продовжував тренувати клієнтів свого тренажерному залі в місті Сендтон, Південна Африка. Він згадувався у багатьох журналах про фітнес та бодібілдинг. З'явився на обкладинці культового часопису Muscle & Fitness та був включений в Зал слави Міжнародної федерації бодібілдингу федерації IFBB в 1999 році.

### Рег Парк і Арнольд Шварценеггер
Рег Парк славився своєю м'язовою масою і силою. На тлі тодішніх зірок бодібілдингу він виглядав набагато масивніше, а жим лежачи був його любимо вправою. Реєстр Парк виконував жим лежачи зі штангою вагою 226 кг, завдяки чому його грудні м'язи були чи не найбільшими серед атлетів того часу. Завдяки своїм м'язовим обсягам та харизматичній зовнішності він був справжньою зіркою культуризму 60 років, та зробив сильний вплив на становлення Арнольда Шварценеггера.
У 1960 році Шварценеггер тренувався в Лондоні, в тренажерній залі Вага Беннета, де і зустрів свого кумира. Ця зустріч справила на майбутнього Термінатора незабутнє враження і стала початком їхньої спільної дружби. Арнольд неодноразово приїжджав до Парку в Південну Африку за порадами і консультаціями. Кілька днів провів разом з ним в 1975 році під час проведення конкурсу Містер Олімпія серед професіоналів, що проходив в ПАР в Преторії. Олімпія 1975 зібрала всіх зірок того часу: Кенні Уоллера, Сержа Нюбре і молоду зірку Лу Фериньо. На цьому турнірі Арнольд планував оголосити про завершення своєї кар'єри, тому готувався до неї особливо ретельно. В якості радника він вибрав свого кумира Рега Парка і не прогадав.

## Смерть і спадщина
22 листопада 2007 року Рег Парк помер в своєму будинку в Південно-Африканській республіці після важкої восьмимісячної хвороби. Любов до спору наслідував його син Джон, професійний тренер з фітнесу та колишній олімпійський плавець. Згодом він перебрався в США, де володіє популярним фітнес-центром в Лос-Анджелесі. Дочка Рега, Дженесс, заснувала некомерційну організацію задля допомоги природі Південної Африки.

### Завойовані титули
- 1946 р Чемпіонат Великої Британії серед аматорів, 4-е місце
- 1949 р Містер Британія, 1-е місце
- 1950 р. Найкращий атлет Америки — IFBB, абсолютний чемпіон конкурсу Містер Європа
- 1950 р. Mr. Universe. NABBA, абсолютний чемпіон
- 1951 р. Mr. Universe. NABBA, абсолютний чемпіон
- 1958 р. Mr. Universe. NABBA
- 1958 р. Mr. Universe. NABBA, абсолютний чемпіон
- 1965 р. Mr. Universe. NABBA
- 1965 р. Mr. Universe. NABBA, абсолютний чемпіон
- 1970 р. Mr. Universe. NABBA
- 1971 р. Mr. Universe. NABBA
- 1973 р. Mr. Universe. NABBA

### М'язові обсяги
- Зріст: 186 см
- Вага на змаганнях: 97-101 кг
- Вага в міжсезоння: 102—113 кг
- Обхват грудей: 142 см
- Обхват стегна: 72 см
- Обхват гомілки: 46 см
- Обхват біцепса: 48 см

### Фільмографія
- Геркулес підкорює Атлантиду (1961). Італія
- Геркулес і його полонянки (1962). Італія
- Геркулес в світі примар (1963 г.). Італія. У цьому фільмі Парк знімався з Крістофером Лі.
- Копальні царя Соломона (1964) Італія.
- Геркулес — в'язень зла (1964). Італія